# Locomotiva FS E.421
La locomotiva E.421 delle Ferrovie dello Stato era una locomotiva elettrica ad accumulatori, costruita in esemplare unico (E.421.1) ed utilizzata per servizi di manovra nella vecchia stazione centrale di Milano. Fu l'unico mezzo ad accumulatori ad essere immatricolato nel parco FS.

## Storia
La locomotiva E.421 venne costruita dalla Carminati & Toselli nel 1921, con equipaggiamento elettrico del Tecnomasio Italiano Brown Boveri; gli accumulatori vennero costruiti dalla Società Generale Italiana Accumulatori.
Gli accumulatori erano alloggiati nei due grandi avancorpi; pesavano 30 tonnellate ed erogavano energia elettrica alla tensione di 450 V, che azionava i quattro motori, uno per ogni asse.
La E.421 venne utilizzata per servizi di manovra nella vecchia stazione centrale di Milano, particolarmente nel piazzale ovest elettrificato a terza rotaia, capolinea delle ferrovie varesine. Venne ritirata dal servizio dopo soli due anni, nel 1923, a causa dell'onerosa manutenzione e della scarsa autonomia (circa un'ora).
Dopo alcuni anni di accantonamento, venne proposta la sua trasformazione a terza rotaia, non attuata. La E.421 venne radiata intorno al 1935.